# Arístees de Xipre
Arístees o Aristeu (en llatí Aristeas o Aristaeus, en grec antic Αριστέας) fou un militar nadiu de Xipre al servei de Ptolemeu II Filadelf d'Egipte.
Ptolemeu, per una petició del bibliotecari de la Biblioteca d'Alexandria el va enviar juntament amb Andreas, el cap del seu cos de guàrdia, a Jerusalem per obtenir una còpia de la llei jueva, que volia incloure a la gran biblioteca que havia fundat. Van portar regals al Temple i van obtenir del gran sacerdot Eleazar, una còpia del Pentateuc que seria traduïda per setanta dos ancians, sis de cada tribu. Aquests traductors van anar a Egipte on es van allotjar a Paros i van fer la traducció en 72 dies. L'obra va ser anomenada Septuaginta κατά τούς ἑβδομήκοντα, a partir del nombre de traductors, nom que es va estendre a tot l'Antic Testament quan es va completar la traducció sota els Ptolemeus.
Aquesta versió dels fets recollida en una carta, sembla estar basada en una falsificació feta per un monjo grec, ja que la traducció de la Septuaginta s'hauria iniciat durant el regnat de Ptolemeu I Sòter, entre els anys 298 aC i 295 aC, segurament destinada als jueus portats a Egipte cap a l'any 320 aC.